# Karl Pesch
Karl Ludwig Pesch (* 30. April 1889 in Köln; † 16. Mai 1941 in Prag) war ein deutscher Mediziner, Hochschullehrer sowie Rasse- und Sozialhygieniker.

## Leben
Pesch absolvierte ein Medizinstudium an den Universitäten in Freiburg, Bonn und München. Am Ersten Weltkrieg nahm er als Freiwilliger an der Westfront teil. 1919 wurde er an der Universität Greifswald zum Dr. med. promoviert. Er war Assistent sowie später Oberarzt am Hygieneinstitut der Universität zu Köln, wo er sich 1922 für Hygiene und Bakteriologie habilitierte und 1930 außerordentlicher Professor wurde.
Von 1932 bis 1938 leitete er zusätzlich als Direktor das Museum für Volkshygiene und war zeitweise Direktor der Desinfektionsanstalten der Stadt Köln. Im Rahmen der Rassenhygiene referierte er über „Erbkrankheiten als völkische Gefahr“ und Judentum. Im Mai 1934 regte er die Gründung eines Instituts für Vererbungsforschung an und 1937 eine Zwillingsforschungsstelle. Ab 1935 leitete er die Kölner Ortsgruppe der Deutschen Gesellschaft für Rassenhygiene. Er wechselte 1938 an das Berliner Hygiene-Institut. Ab 1940 bekleidete er den Lehrstuhl für Hygiene mit dem Schwerpunkt Erbkrankheiten an der Reichsuniversität Prag, den er bis zu seinem Tod innehatte. Auf den Prager Lehrstuhl folgte ihm Curt Sonnenschein nach.
Pesch beantragte am 9. Juni 1937 die Aufnahme in die NSDAP und wurde rückwirkend zum 1. Mai desselben Jahres aufgenommen (Mitgliedsnummer 4.387.144), er war außerdem Mitglied weiterer NS-Organisationen, u. a. des NS-Ärztebunds und des NS-Dozentenbunds.
Zur Förderung der Hygieneforschung an der Universität zu Köln wurde 1971 die Karl-Pesch-Stiftung ins Leben gerufen.